# Sedlečko u Soběslavě
Sedlečko u Soběslavě (en allemand : Sedletschko) est une commune du district de Tábor, dans la région de Bohême-du-Sud, en République tchèque. Sa population s'élevait à 156 habitants en 2020.

## Géographie
Sedlečko u Soběslavě se trouve à 4 km au nord-est au centre de Soběslav, à 16 km au sud-sud-est de Tábor et à 91 km au sud-sud-est de Prague.
La commune est limitée par Roudná et Myslkovice au nord, par Tučapy à l'est, par Zvěrotice au sud, et par Klenovice à l'ouest.

## Histoire
La première mention écrite du village date de 1366.